# 25 mm armata przeciwlotnicza Typ 96
Działko przeciwlotnicze kalibru 25 mm Typ 96 (96 Shiki) – japońskie morskie działo przeciwlotnicze z końca lat 30., standardowe i jedyne lekkie działko przeciwlotnicze japońskich okrętów okresu II wojny światowej.
Działko typ 96 było wersją licencyjną francuskiej armaty 25 mm Hotchkiss. W 1934 roku zakupiono ich partię we Francji, następnie podjęto produkcję luf (wyposażonych w tłumiki ognia konstrukcji Rheinmetall) oraz kompletnych działek w Japonii. Produkowane były w Arsenale w Yokosuka.
Jako pierwszą opracowano wersję podwójnie sprzężoną, przyjętą na uzbrojenie 6 sierpnia 1936 roku jako armata Typ 96 model 1 (96 Shiki 25 mm Kiju 1 Gata). Jako pierwsze zostały w nie wyposażone nowe niszczyciele typu Asashio, po czym znalazła się na większości nowych i modernizowanych japońskich okrętów. W 1941 roku opracowano wersję potrójnie sprzężoną, używaną również szeroko, lecz w nieco mniejszej liczbie. W 1943 roku opracowano wersję pojedynczą. Zbudowano łącznie ok. 33 000 tych armat.
Oprócz Japonii, działka 25 mm podczas wojny były używane od 1941 roku na okrętach sił morskich Francji Vichy w Indochinach. Po wojnie okręty japońskie uzbrojone w te działka otrzymały Chiny i ZSRR.
Na początku wojny działka plot 25 mm Typ 96 były dość dobrą bronią, jednakże wraz ze wzrostem osiągów samolotów oraz pojawieniem się zmasowanych nalotów lotnictwa, odgrywającego dominującą rolę na morzu podczas wojny na Pacyfiku, okazały się niewystarczające. Minusem okazała się niewielka prędkość naprowadzania na cel działek sprzężonych, a także nieprzystosowanie celowników do zwalczania celów szybko poruszających się, brak osłony obsługi działek przed ogniem lotniczej broni pokładowej. Wadą okazał się też stosunkowo niewielki kaliber, a co za tym idzie, donośność i skuteczność pocisków, zwłaszcza w porównaniu ze standardowymi działkami 40 mm Bofors, używanymi przez Amerykanów. Kolejną wadą była też niewielka pojemność magazynka, wpływająca na ograniczenie szybkostrzelności.
Wersje podwójnie i potrójnie sprzężone były mocowane na podstawach z napędem elektrycznym mechanizmów naprowadzania (silnik o mocy 1 KM), można było też naprowadzać je ręcznie. 
- Pojedyncza: obsada 3 ludzi, masa 785 kg
- Podwójna: obsada 7 ludzi, masa 1100 kg
- Potrójna: obsada 9 ludzi, masa 1800 kg

Używano czterech rodzajów pocisków: przeciwpancerny o masie 262 g, wybuchowy o masie 243 g (ładunek 13,2 g), zapalający o masie 250 g (ładunek 11,3 g) i smugowy o masie 252 g (ładunek 11,0 g).

## Dane techniczne
- żywotność lufy: 3000–15 000 strzałów
- zasilanie: magazynek 15–nabojowy na lufę

## Galeria

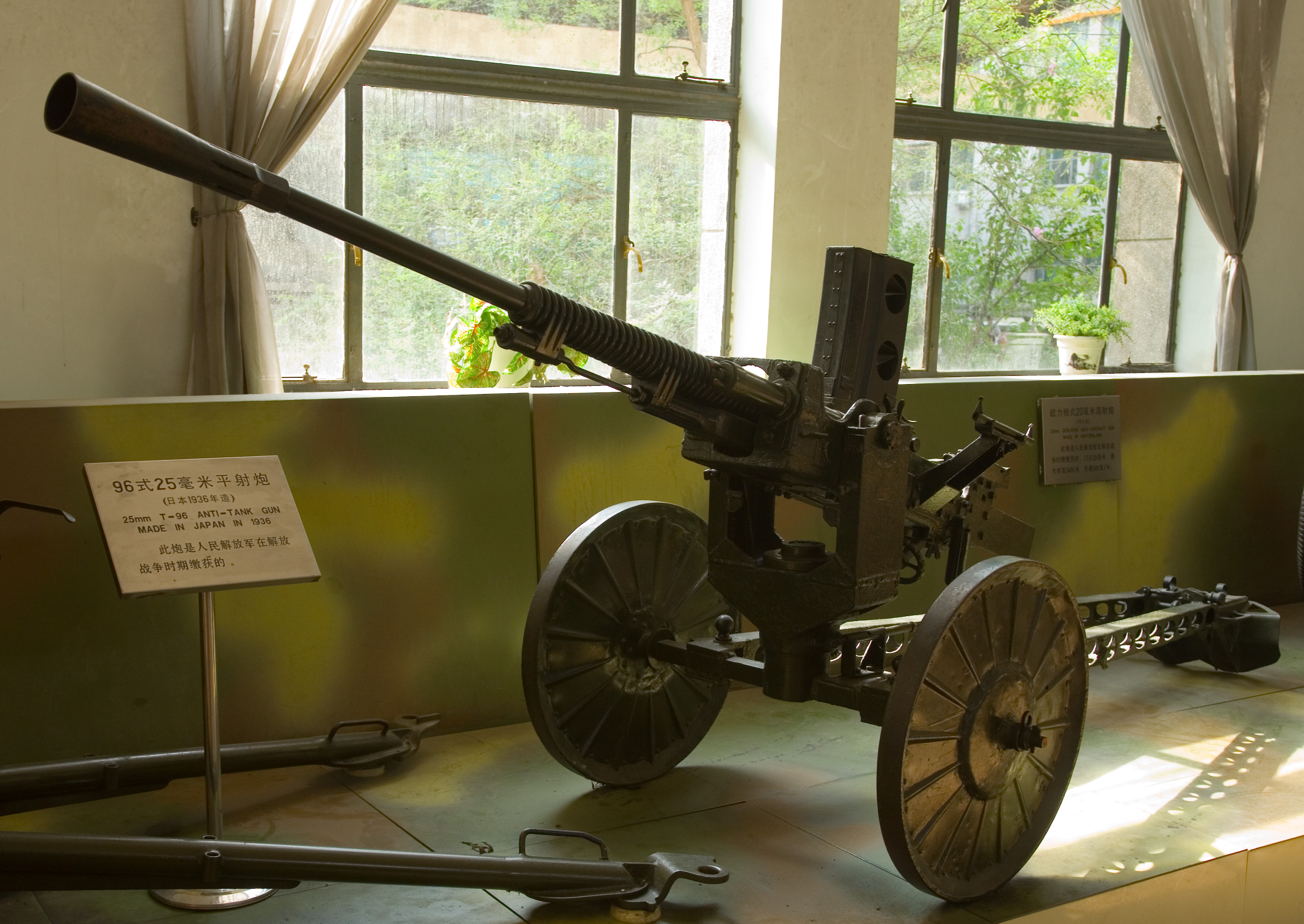
Działko 25 mm pojedyncze w muzeum w Pekinie
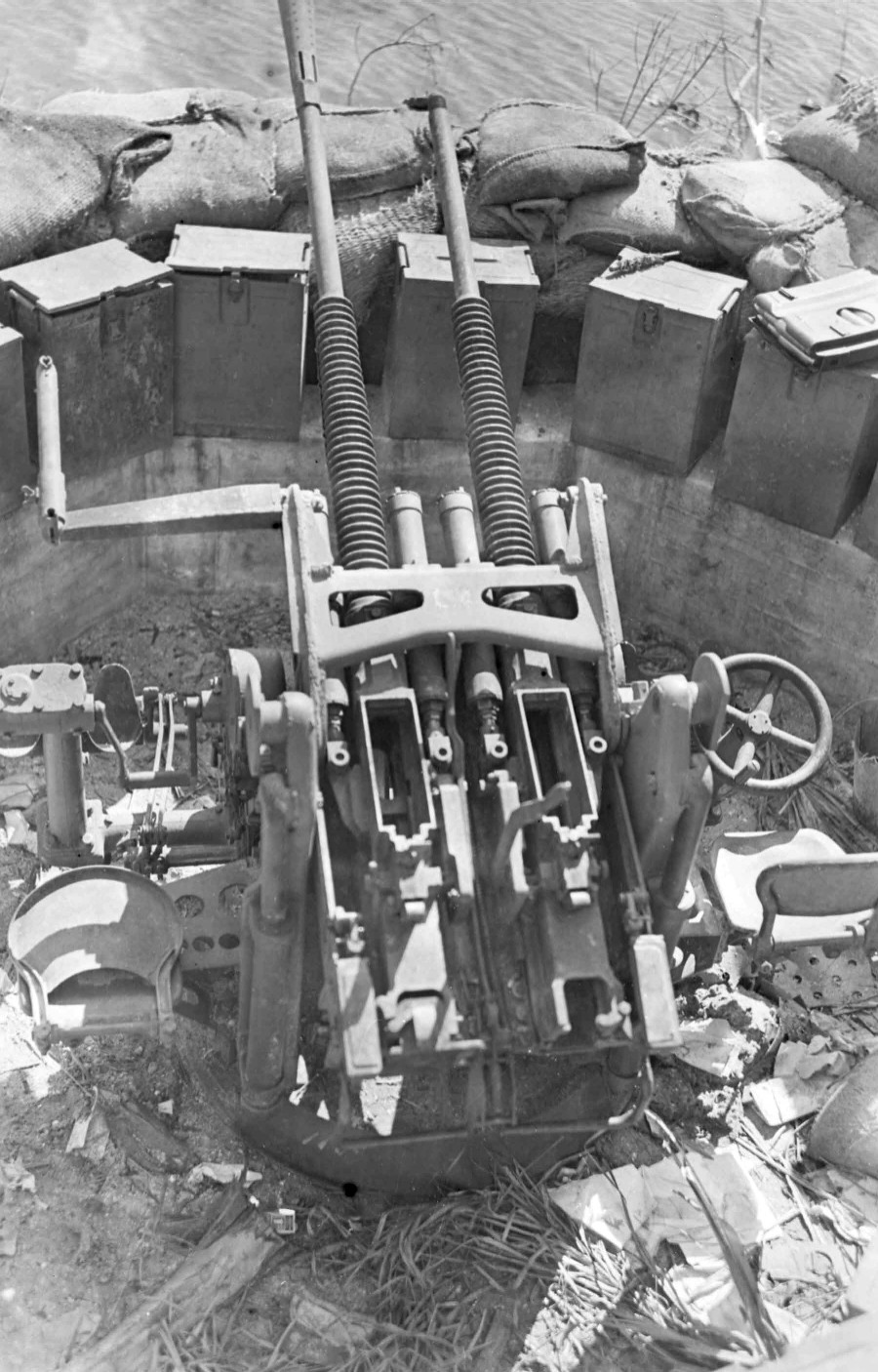
Działko 25 mm podwójnie sprzężone na stanowisku lądowym, Guam
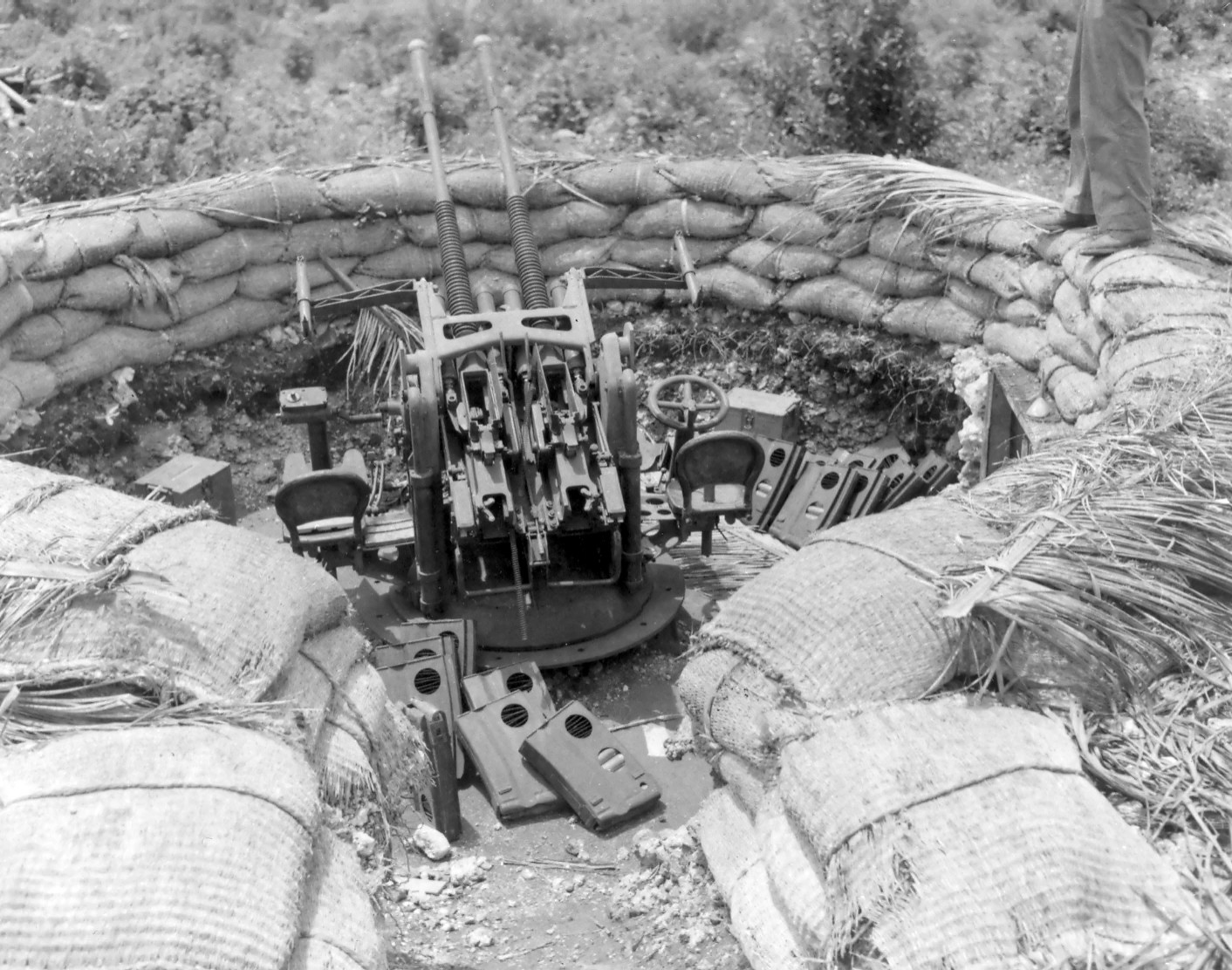
Działko 25 mm podwójnie sprzężone na stanowisku lądowym, Guam